# Myrsine youngii
Myrsine youngii är en viveväxtart som beskrevs av J.J. Pipoly. Myrsine youngii ingår i släktet Myrsine och familjen viveväxter. Inga underarter finns listade i Catalogue of Life.